# Florian Dembowski
Florian Dembowski na Kosmaczowie herbu Jelita (ur. w 1647 roku – zm. 13 maja 1735 roku w Warszawie) – sędzia ziemski płocki w 1729 roku, podsędek płocki w 1720 roku, cześnik płocki w 1710 roku, wiceregent, burgrabia grodzki i komornik ziemski płocki w 1680 roku.
21 lub 23 listopada 1680 roku ożenił się z Ewą Świeyko Ciechanowiecką (1660-1758), tercjarką reformatów. Ojciec trzech biskupów - Antoniego Sebastiana (biskupa płockiego), Mikołaja (biskupa kamienieckiego) oraz Jana (biskupa kujawskiego).